# Euphyia unda
Euphyia unda là một loài bướm đêm trong họ Geometridae.